# Ahmose Meritamun I.
Ahmose Meritamun I. war eine altägyptische Prinzessin des Neuen Reiches. Sie entstammt der 17. Dynastie und war vermutlich eine Tochter von Seqenenre und Ahhotep I. Da von ihr nur die Titel Königstochter und Königsschwester überliefert sind, ist ihre genaue Zuordnung unsicher. Laut Jürgen von Beckerath trug sie den Titel einer Gottesgemahlin und war möglicherweise mit dem früh verstorbenen Thronfolger Ahmose Sapair verlobt. In der neueren Forschung wird sie dagegen als eine Nebengemahlin des Kamose oder Ahmose I. angesehen. Ihre Mumie wurde in der Cachette von Deir el-Bahari entdeckt, wo man sie in einem Sarg aus der 21. Dynastie wiederbestattete. Nach ihrem Tod wurde sie zusammen mit ihren Eltern und Geschwistern im Arbeiterdorf Deir el-Medina verehrt.

## Mumie

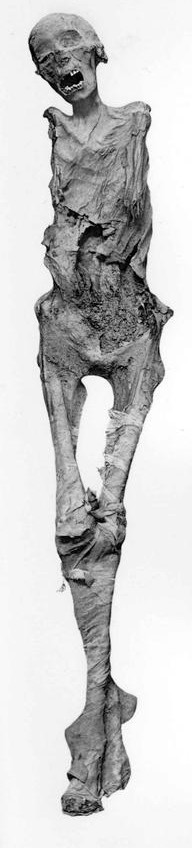
Mumie der Meritamun

Meritamuns Mumie wurde 1881 in der Cachette von Deir el-Bahari (DB 320) entdeckt. Sie befand sich im Sarg des Vermögensverwalters Seniu (Kairo, CG 61010) und wurde am 30. Juni 1886 von Gaston Maspero ausgewickelt. Ein Etikett nennt ihren Namen und ihre Titel, Maspero äußerte jedoch Zweifel an der Richtigkeit und datierte die eingewickelte Mumie ins Mittlere Reich. Der Anatom Grafton Elliot Smith konnte 1912 nachweisen, dass die Mumie aufgrund der Mumifizierungstechnik zweifelsfrei in die frühe 18. Dynastie einzuordnen ist. So wurden etwa die inneren Organe durch einen Schnitt an der linken Körperseite entfernt und die Körperhöhle mit in Harz getränkten Leinenpolstern gefüllt. Typisch sei auch die Umwicklung mit in Harz getränkten Mumienbinden.
Dem Zustand ihres Skeletts nach verstarb Meritamun als ältere Frau. Als Todesursache wird ein Sturz auf den Hinterkopf vermutet, Spuren einer Kopfverletzung sind noch deutlich auf der mumifizierten Kopfhaut sichtbar. Meritamuns Arme wurden erst nach dem Tod entfernt, wahrscheinlich durch Grabräuber, die auf der Suche nach Beute waren. Das innere Leichentuch enthielt Auszüge aus dem Ägyptischen Totenbuch, welches ursprünglich für einen Gaufürsten namens Mentuhotep vorgesehen war. Eine weitere Inschrift nennt den „Tempel der Mut“, wo sich vermutlich der originale Bestattungsort von Meritamun befand. Nicholas Reeves verortet ihr Grab hingegen in Deir el-Bahari, da man hier 1918–1919 ein Uschebti mit dem Namen von Seniu fand.
Die Mumie befindet sich heute im Mumiensaal im Ägyptischen Museum von Kairo (CG 61052).